# Peste perse de 1772-1773
La peste perse de 1772-1773, également connu sous le nom de peste perse, est une épidémie massive de peste bubonique dans l'empire perse qui a coûté la vie à environ deux millions de personnes. C'était l'une des épidémies de peste les plus dévastatrices de l'histoire. L'épidémie a entraîné l'introduction de plusieurs mesures de quarantaine pour la première fois dans les régions du golfe Persique.

## Épidémie
L'épidémie aurait commencé à Bagdad au cours de l'hiver 1772. Elle s'est ensuite propagée à d'autres parties des terres contrôlées par les Perses. En 1773, l'épidémie atteint Bassorah, où elle se révèle particulièrement dévastatrice, faisant plus de 250 000 morts. La peste s'est ensuite rapidement propagée plus au sud le long du golfe Persique, pour finalement atteindre Bahreïn. Vers l'est, l'épidémie s'est étendue jusqu'à Bombay en Inde.
Au plus fort de l'épidémie, des milliers de décès ont été enregistrés quotidiennement dans tout l'empire perse.
L'épidémie a été contenue lorsque des mesures de quarantaine imposées parmi les populations du golfe Persique ont commencé à montrer un effet positif à la fin de 1773.